# Abate

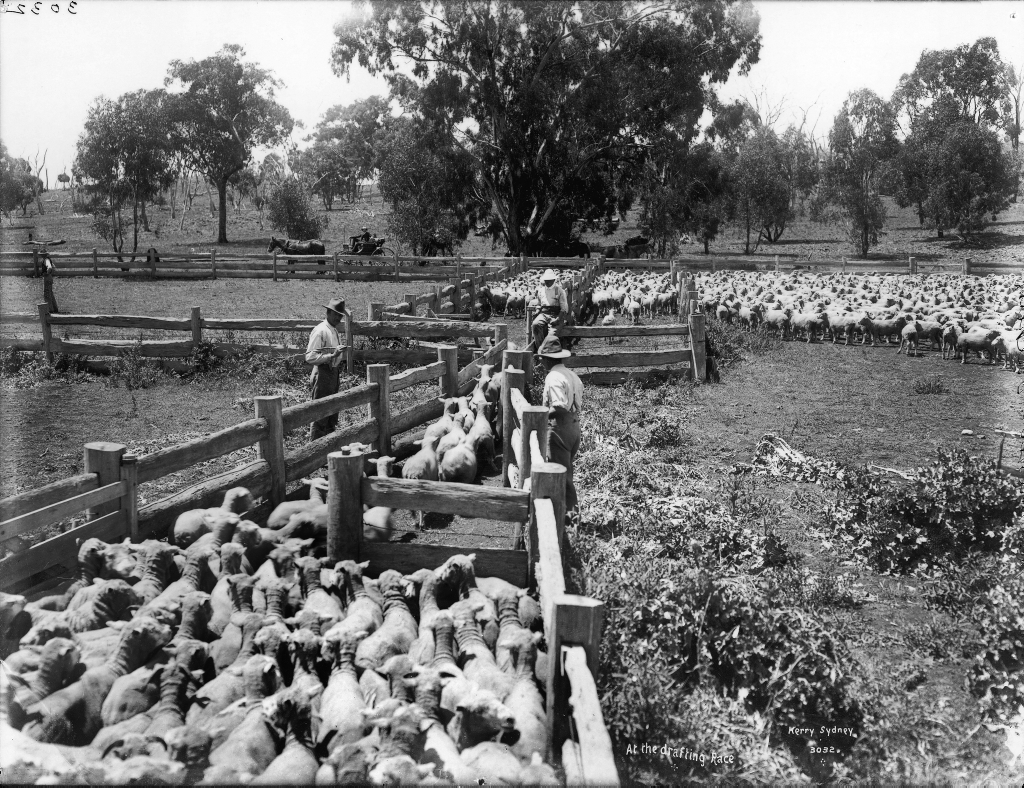
Seleção de ovelhas abatidas

Abate é o processo de segregar organismos de um grupo de acordo com características desejadas ou indesejadas. Na pecuária, é a remoção ou segregação de animais de um plantel reprodutor com base em uma característica específica. Isso é feito para exagerar características desejáveis ou remover características indesejáveis, alterando a composição genética da população. Para gado e animais selvagens, abate geralmente se refere à matança de animais removidos com base em suas características, como sexo ou pertencimento à espécie, ou como meio de prevenir a transmissão de doenças infecciosas.
Em frutas e vegetais, o descarte é a triagem ou segregação de produtos frescos colhidos em lotes comercializáveis, com os lotes não comercializáveis sendo descartados ou desviados para atividades de processamento de alimentos ou não. Isso geralmente ocorre em centros de coleta localizados em fazendas ou próximos a elas.

## Animais de produção e pecuária
Gado criado para a produção de carne ou leite pode ser sacrificado pelos fazendeiros. Animais não selecionados para reprodução são vendidos, abatidos ou enviados para o abatedouro.
Os critérios para o abate de gado e animais de produção podem ser baseados na população ou produção (leite ou ovo). Em uma situação doméstica ou agrícola, o processo de abate envolve a seleção e venda de estoque excedente. A seleção pode ser feita para melhorar o estoque reprodutor — por exemplo, para melhorar a produção de ovos ou leite — ou simplesmente para controlar a população do grupo para preservação ambiental e de espécies. A fim de aumentar a frequência de fenótipos preferenciais, as práticas agrícolas normalmente envolvem o uso dos animais mais produtivos como estoque reprodutor.
No caso do gado leiteiro, o abate pode ser praticado através da inseminação de vacas — consideradas inferiores — com sémen de raças de carne e da venda da prole produzida para a produção de carne.
Aproximadamente metade dos pintinhos de galinhas poedeiras são machos que se tornariam galos quando adultos. Esses indivíduos têm pouca utilidade em uma instalação industrial de produção de ovos, pois não põem ovos, de modo que a maioria dos pintinhos machos é sacrificada logo após a eclosão.
O abate de animais de criação é considerado uma prática necessária para evitar a propagação de doenças prejudiciais e fatais, como a febre aftosa, a gripe aviária, o influenza A subtipo H5N1 e a encefalopatia espongiforme bovina ("doença da vaca louca").